# La Puríssima de Castellterçol
La Puríssima de Castellterçol és la capella de la comunitat de les Germanes Carmelites de la Caritat, a la vila de Castellterçol, en el terme municipal del mateix nom, a la comarca del Vallès Oriental dins de la comarca natural del Moianès.
És dins del nucli urbà de Castellterçol, a la carretera de Granera, 41, a la part central-meridional del nucli urbà. Va substituir la desapareguda capella de l'Hospital de la vila.